# Yukarıaksu, Atakum
Yukarıaksu là một xã thuộc quận Atakum, tỉnh Samsun, Thổ Nhĩ Kỳ. Dân số thời điểm năm 2010 là 254 người.